# 송하국민학교 죽파분교
송하국민학교 죽파분교는 경상북도 영양군 수비면 죽파리 546-2에 있었던 초등학교이다.

## 연혁
- 1967년 10월 4일 가교사 준공
- 1970년 3월 1일 수비국민학교 죽파분교장 설립 인가
- 1970년 11월 30일 수비국민학교 죽파분교 개교
- 1971년 6월 2일 송하국민학교 죽파분교장 개편
- 1992년 3월 1일 폐교 및 수비국민학교 통합